# Canadian Cemetery No.2
Canadian Cemetery No.2 is een Britse militaire begraafplaats met gesneuvelden uit de Eerste Wereldoorlog, gelegen in de Franse gemeente Neuville-Saint-Vaast (departement Pas-de-Calais). De begraafplaats werd ontworpen door Reginald Blomfield en ligt 2,3 km ten noorden van de gemeente, in de herdenkingssite rond het Canadian National Vimy Memorial op de heuvelrug van Vimy. Ze heeft een rechthoekig grondplan met een oppervlakte van 10.869 m² en is omgeven met een natuurstenen muur. Het Cross of Sacrifice staat centraal dicht bij de noordoostelijke muur. De Stone of Remembrance staat vlak bij de westelijke hoek. De begraafplaats wordt onderhouden door de Commonwealth War Graves Commission. 
Er worden 2.965 doden herdacht waaronder 2.143 niet geïdentificeerde.
In de herdenkingssite ligt ook de Givenchy Road Canadian Cemetery.

## Geschiedenis
De begraafplaats werd door de Canadese troepen aangelegd na de verovering van de Vimy heuvelrug op 9 april 1917. Heel wat slachtoffers van deze slag werden hier begraven maar de meerderheid is afkomstig van geïsoleerde graven en van gesneuvelden uit andere veldslagen in de omgeving. Zij werden tijdens de jaren na de wapenstilstand naar hier overgebracht. In 1931 en 1947 werden nog teruggevonden slachtoffers bijgezet.
Van de 2.965 doden konden slechts 822 geïdentificeerd worden. Daaronder zijn er 344 Britten, 467 Canadezen, 6 Australiërs, 4 Nieuw-Zeelanders en 1 Indiër.
Voor 32 slachtoffers werden Special Memorials opgericht omdat hun graven waren vernietigd en niet meer gelokaliseerd konden worden. Negenentwintig doden die op andere begraafplaatsen lagen maar van wie de graven verloren zijn gegaan, worden herdacht met een Duhalow Block Zij waren begraven op de 11th Canadian Infantry Brigade Cemetery in Givenchy-en-Gohelle en de Canadian cemetery in de buurt van Gunner's Crater, eveneens in Givenchy-en-Gohelle.

## Graven

### Onderscheiden militairen
- kanonnier Bedford Coombes van de Royal Field Artillery, luitenant John Thomson McCallum en soldaat Daniel Marrs, beiden van de Canadian Infantry werden onderscheiden met de Distinguished Conduct Medal (DCM).
- 13 militairen ontvingen de Military Medal (MM) waaronder sergeant George Elrick Rainy die deze onderscheiding tweemaal ontving (MM and Bar).

### Minderjarige militairen
- soldaat Percival Moore was slechts 16 jaar toen hij op 9 april 1917 sneuvelde.
- de soldaten William H. Collyer, James G. Jamieson, Gerald H. Knight en Robert Slater waren slechts 17 jaar toen ze sneuvelden.

### Aliassen
- soldaat G.F. Rollo diende onder het alias G.F. Watson en soldaat H.T. Burnes diende onder het alias T. Blake bij de Canadian Infantry.

### Gefusilleerde militair
- Charles Milligan, soldaat bij het 10th Bn. Cameronians, werd wegens desertie gefusilleerd op 3 juni 1917. Hij was 20 jaar.[3]